# Strada statale 44 del Passo di Giovo
La strada statale 44 del Passo di Giovo (SS 44) (in ted. Jaufenpassstraße) è una strada statale che mette in comunicazione la Valle dell'Adige con la Valle Isarco passando per la Val Passiria e la Val Giovo.
Ha origine a Merano dalla strada statale 38 dello Stelvio e termina a Vipiteno innestandosi nella strada statale 12 dell'Abetone e del Brennero.
La strada, staccatasi dalla SS 38 dello Stelvio, risale la Val Passiria fino a San Leonardo in Passiria; qui inizia la salita al passo di Giovo, donde il nome, dove raggiunge il suo massimo altimetrico. Il tratto tra San Leonardo in Passiria e Vipiteno fu costruito dal genio militare austriaco nel 1912. Di qui la strada scende per la Valgiovo fino ad innestarsi sulla SS 12 del Brennero.
A San Leonardo si stacca verso nord-ovest la valle principale attraverso la quale prosegue invece la SS 44 bis che porta al passo del Rombo e al confine con l'Austria.